# دار الصامح (ردمان)

تعديل مصدري - تعديل

دار الصامح هي إحدى قرى عزلة الاغوال العلياء بمديرية ردمان التابعة لمحافظة البيضاء، بلغ تعداد سكانها 87 نسمة حسب تعداد اليمن لعام 2004.